# Српски кадрил
Српски кадрил (нем. Serben-Quadrille) је кадрил Јохана Штрауса Млађег. Први пут је изведен 28. јануара 1846. године у Grazien-Sälen-у у Бечу.

## Реакције
Кадрил је наручио кнез Милош Обреновић. Овај бивши регент свргнут је у Београду 1839. године и са сином Михаилом Обреновићем и неким следбеницима живео је у избеглиштву у Бечу. Циљ двојице кнезова био је повратак у Србију. У том подухвату организовали су догађаје у Бечу за остале прогнане Србе који су тамо живели. Један такав затворени догађај догодио се 28. јануара 1846. у Grazien-Sälen-у. Између осталог, Јохан Штраус Млађи је извео ову тражену композицију. Ово је наишло на добар пријем код Срба, овај кадрил је био посвећен млађем од двојице принчева. Први јавни наступ одржан је 2. фебруара 1846. на истом месту. Убрзо, нумера се губи из распореда концерата и ркестарска верзија је изгубљена. Стога је ЦД снимак који се спомиње у наставку оркестрирао професор Лудвиг Бабински.
Време репродукције на ЦД-у је 5 минута и 50 секунди. У зависности од музичког разумевања диригента, ово време може донекле варирати.